# Flea
Michael Peter Balzary (nascut el 16 d'octubre de 1962), conegut pel seu nom artístic Flea, és un baixista, trompetista i actor ocasional estatunidenc d'origen australià. És més conegut per ser el baixista, cofundador, i un dels components del grup de rock Red Hot Chili Peppers. Flea també és el cofundador del Conservatori de Siverlake de Música, una organització sense ànim de lucre fundada el 2001 per ensenyar música.
La seva feina amb el grup inclou diferents estils musicals, des de slaps agressius amb el baix fins a tècniques menys estridents i més melòdiques. Amb influències de la música funk i del punk rock, Flea se centra en tècniques més simplistes i minimalistes amb tocs de complexitat que s'han d'utilitzar amb moderació.
A part de Red Hot Chili Peppers, ha col·laborat amb diferents artistes, com Jane's Addiction, Thom Yorke (Atoms for Peace), The Mars Volta, i Alanis Morissette.
Originalment un prodigi amb la trompeta, Flea va aprendre a tocar el baix a l'institut d'un amic seu i futur guitarrista dels Red Hot Chili Peppers Hillel Slovak, qui necessitava un baix pel seu grup Anthym. Flea es va unir al grup, però en va marxar pocs mesos després per tocar al grup de punk rock Fear. Poc després va tornar amb Slovak per formar una banda juntament amb dos amics més, Anthony Kiedis i Jack Irons. D'aquesta unió en va sorgir els Red Hot Chili Peppers.
Flea ha fet diverses aparicions en pel·lícules, com Back to the Future Part II (1989) i Part III (1990), Por i fàstic a Las Vegas (Fear and Loathing in Las Vegas) (1998), My Own Private Idaho (1991), Suburbia (1984) i The Big Lebowski (1998).